# Justify
Justify, né en 2015, est un cheval de course pur-sang anglais américain, membre du Hall of Fame des courses américaines. En juin 2018, il devient le treizième détenteur de la Triple Couronne des courses américaines, et le deuxième à réaliser cette passe de trois en étant invaincu après Seattle Slew en 1977.

## Carrière de courses

Casaque du China Horse Club

Élevé à Glenwood Farm dans le Kentucky, ce fils du très regretté Scat Daddy, brillant étalon mort prématurément, est acquis pour $ 500 000 par une association d'investisseurs comprenant le China Horse Club, Winstar Farm et Tom Ryan's SF Bloodstock. Confié à l'entraînement du Français Rodolphe Brisset, ancien assistant du grand entraîneur Bill Mott nouvellement installé à son compte, le poulain se blesse à 2 ans, si bien que ses débuts sont retardés. Après lui avoir laissé le temps de récupérer, ses propriétaires l'envoient en Californie, aux bons soins de Bob Baffert, l'un des entraîneurs les plus titrés des États-Unis. C'est donc à Santa Anita que Justify fait des débuts très remarqués en février 2018, s'imposant par près de dix longueurs dans un maiden. Bob Baffert annonce aussitôt la couleur : il va tenter de qualifier son protégé pour le Kentucky Derby, son grand objectif. Un mois plus tard, le poulain confirme qu'il sort de l'ordinaire en remportant très facilement une course, pour la première fois sous la monte de celui qui deviendra son jockey attitré, l'inusable Mike Smith, 52 ans. C'est donc dans la peau du favori que Justify se présente au départ du Santa Anita Derby, la course-reine des 3 ans californiens, qu'il remporte de trois longueurs.
D'un derby à l'autre, Justify devient le prétendant numéro 1 du Kentucky Derby, après trois courses seulement, et sans avoir couru à 2 ans : depuis Apollo en 1882, aucun poulain n'avait gagné à Churchill Downs en ayant débuté à 3 ans. Dans le derby, Justify retrouve au départ son dauphin de Santa Anita, Bolt d'Oro, Good Magic, le vainqueur du Breeders' Cup Juvenile ou encore l'Irlandais Mendelssohn, un autre fils de Scat Daddy, vainqueur du Breerders' Cup Juvenile Turf à 2 ans et qui surtout vient de causer une impression phénoménale dans l'UAE Derby qu'il a survolé à la Secretariat, 18 longueurs à la clé. Ce Kentucky Derby se dispute dans des conditions très particulières, puisque de fortes pluies ont rendu la piste de Churchill Downs complètement boueuse. Mais cette météo, qui n'a pas empêché près de 160 000 personnes de se rendre sur l'hippodrome, ne va pas perturber non plus Justify qui, alors que Mendelssohn s'embourbe et disparait, devance Good Magic pour la victoire et rejoint Apollo dans l'histoire des courses, 136 ans après. Le poulain est donc lancé sur la route de la Triple Couronne américaine, et se présente au départ quelques semaines plus tard des Preakness Stakes, où les conditions météorologiques sont encore plus apocalyptiques qu'à Louisville. Mais ces courses de forçat semblent convenir à Justify, qui remporte la deuxième manche dans le brouillard, et à la lutte, une demi longueur devant une mêlée de chevaux parmi lesquels Good Magic, quatrième. 

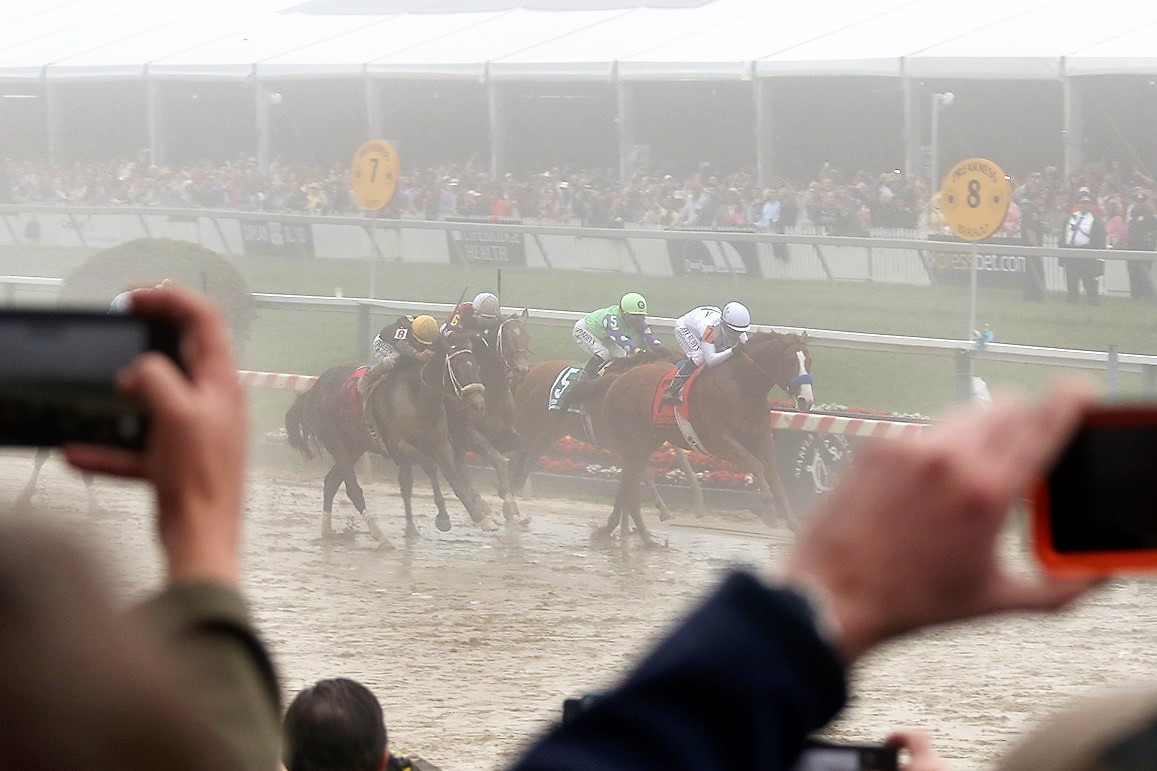
L'arrivée des Preakness Stakes

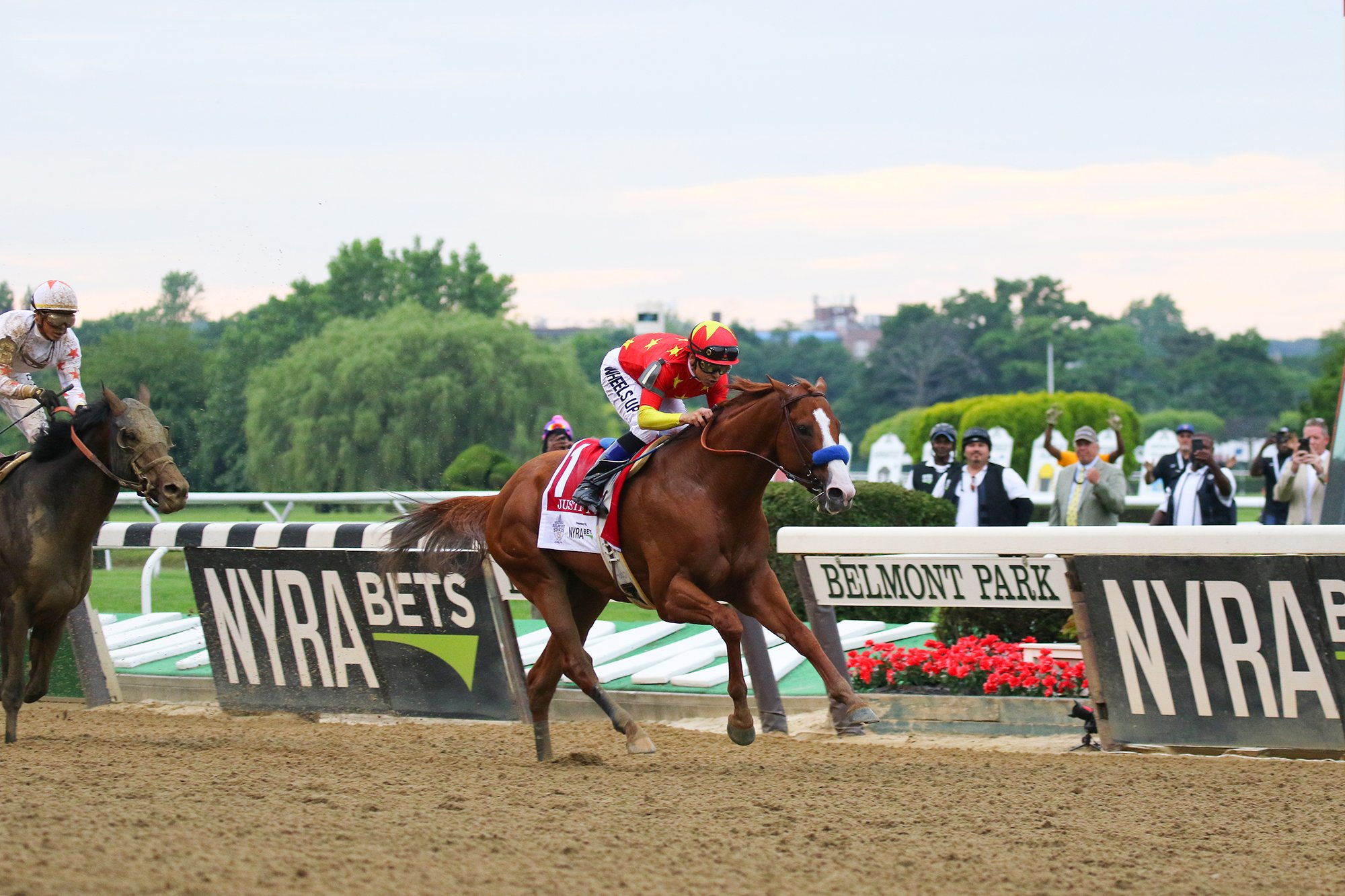
L'arrivée des Belmont Stakes

La dernière manche de la Triple Couronne, les Belmont Stakes, accueille enfin le jeune champion dans des conditions de courses décentes, c'est-à-dire sans pluies diluviennes. Justify a tiré un mauvais numéro à la corde, le 1, qui l'oblige à prendre un très bon départ pour ne pas se retrouver englué dans le peloton. Devant 60 000 personnes venues pour un nouveau sacre, trois ans après American Pharoah, le poulain parvient à s'élancer en tête devant ses neuf adversaires, parmi lesquels seul Tenfold a déjà participé aux deux premières manches, les autres ayant jeté l'éponge. Il ne quittera plus cette première place, s'imposant facilement. Justify devient donc le treizième lauréat de la Triple Couronne, le seul avec Seattle Slew à réussir cet exploit en demeurant invaincu. C'est une consécration pour son jockey Mike Smith, l'homme aux 5 700 victoires et l'un des plus fameux jockey de l'histoire des courses américaines, lui qui a remporté toutes les grandes courses du pays et 27 épreuves de la Breeders' Cup, un record.  
Au cours de l'été 2018, alors qu'il préparait ses objectifs de fin de saison (en particulier la Breeders' Cup Classic), Justify se blesse à une jambe, et le 26 juillet, son entourage annonce la fin de sa carrière. Il devient le premier vainqueur de Triple Couronne à se retirer invaincu et se voit naturellement élu cheval de l'année. Quant à Bob Baffert, il est devenu le deuxième entraîneur à remporter deux Triples Couronnes, après Sunny Jim Fitzsimmons (Gallant Fox en 1930 et Omaha en 1935), complétant ainsi un palmarès aussi long que la liste de ses chevaux plus ou moins soupçonnés de dopage. D'ailleurs, en septembre 2019 le New York Times révèlera que Justify a échoué à un test antidopage après le Santa Anita Derby, mais le California Horse Racing Board, l'autorité locale des courses, a accepté les explications de l'entraîneur plaidant une contamination accidentelle. Justify, il est vrai, n'a plus été testé positif par la suite. En 2024, il est admis au Hall of Fame des courses américaines pour sa première année d'éligibilité.  

### Résumé de carrière
| Date        | Hippodrome      | Pays        | Course            | Statut      | Distance    | Jockey      | Place       | Écart       | Deuxième        |
| 2018, 3 ans | 2018, 3 ans     | 2018, 3 ans | 2018, 3 ans       | 2018, 3 ans | 2018, 3 ans | 2018, 3 ans | 2018, 3 ans | 2018, 3 ans | 2018, 3 ans     |
| ----------- | --------------- | ----------- | ----------------- | ----------- | ----------- | ----------- | ----------- | ----------- | --------------- |
| 18 février  | Santa Anita     | États-Unis  | Del Mar Futurity  |             | 1 400 m     | D. Van Dyke | 1er / 5     | 9 ½         | Camby           |
| 11 mars     | Santa Anita     | États-Unis  | Allowance         |             | 1 600 m     | Mike Smith  | 1er / 8     | 6 ½         | Shivermetimbers |
| 7 avril     | Santa Anita     | États-Unis  | Santa Anita Derby | Gr. 1       | 1 800 m     | Mike Smith  | 1er / 7     | 3           | Bolt d'Oro      |
| 5 mai       | Churchill Downs | États-Unis  | Kentucky Derby    | Gr. 1       | 2 000 m     | Mike Smith  | 1er / 20    | 2 ½         | Good Magic      |
| 19 mai      | Pimlico         | États-Unis  | Preakness Stakes  | Gr. 1       | 1 900 m     | Mike Smith  | 1er / 8     | 1/2         | Bravazo         |
| 9 juin      | Belmont Park    | États-Unis  | Belmont Stakes    | Gr. 1       | 2 400 m     | Mike Smith  | 1er / 10    | 1 ¾         | Gronkowski      |

## Au haras
À l'issue de sa victoire dans les Belmont Stakes, Justify fait l'objet d'une transaction à hauteur de 75 millions de dollars avec le consortium irlandais Coolmore, en vue de sa future carrière de reproducteur - soit la transaction publique d'un cheval de courses la plus élevée de l'histoire. Il prend donc ses quartiers au haras de Ashford Stud, au tarif de $ 150 000 la saillie, un prix révisé à la baisse, comme il est de coutume avec les jeunes étalons, à $ 100 000 en 2022, puis annoncé à $ 200 000 en 2024, et à $ 250 000 l'année suivante. Chose rare, les produits de Justify se montrent brillants, tant en Europe qu'aux États-Unis, tant sur dirt que sur gazon. En 2023 ses 2 ans réalisent une véritable razzia des deux côtés de l'Atlantique. Just FYI est sacrée meilleure pouliche américaine et Hard to Justify meilleure pouliche sur le gazon, tandis qu'en Europe City of Troy est élu meilleur 2 ans de l'année et Opera Singer remporte la récompense équivalente pour les pouliches. 
Parmi les meilleurs produits de Justify, et pour s'en tenir aux lauréats de groupe 1, on peut citer (avec le père de mère entre parenthèses) : 
- City of Troy (Galileo) - Dewhurst Stakes, Derby d'Epsom, Eclipse Stakes, International Stakes. Meilleur 2 ans européen (2023), cheval de l'année en Europe (2024).
- Just FYI (Street Cry) - Frizette Stakes, Breeders' Cup Juvenile Fillies. Meilleure 2 ans américaine (2023).
- Opera Singer (Sadler's Wells) - Prix Marcel Boussac, Nassau Stakes. Meilleure 2 ans européenne (2023).
- Ruling Court (High Chaparral) - 2000 Guinées.
- Hard to Justify (Quality Road) - Breeders' Cup Juvenile Fillies Turf.
- Ramatuelle (Raven's Pass) : Prix de la Forêt.
- Arabian Lion (Distorted Humor) -  Woody Stephens Stakes.
- Aspen Grove (More Than Ready) - Belmont Oaks Invitational
- Scandinavia (Galileo) - Goodwood Cup

## Origines
Justify fait partie de l'avant-dernière production de Scat Daddy, étalon exceptionnel disparu prématurément. Double lauréat de groupe 1, Champagne Stakes à 2 ans et Florida Derby à 3 ans, Scat Daddy entra en 2008 au haras de Ashford Stud, appartenant au consortium irlandais de Coolmore. D'abord proposé à $ 30 000 la saillie, il fit la navette avec le haras australien de Coolmore et le haras Paso Nevado au Chili de 2009 à 2011 (il y sera trois fois tête de liste des étalons) pour les saisons de monte dans l'hémisphère sud. Face à une demande moindre qu'attendu, son prix de saillie baissa à $10 000 en 2011, avant de remonter à $ 17 500 en 2012 puis $ 30 000 en 2013, après que ses premiers produits se soient montrés en compétition. En 2015, l'année de sa mort, le tarif annoncé pour 2016 était passé à $ 100 000 en attendant d'être probablement doublé l'année suivante. C'est que Scat Daddy s'est avéré comme un reproducteur phénoménal, autant aux États-Unis qu'en Europe, où l'écurie Coolmore lui présente de nombreuses poulinières. En 2015, il battit le record détenu par son aïeul Storm Cat en 2002, du nombre de 2 ans vainqueurs de stakes en une saison. Parmi ses meilleurs produits, hormis Justify, on peut citer : Lady Aurelia (Prix Morny, King's Stand Stakes), Caravaggio (Phoenix Stakes, Commonwealth Cup) ou Mendelssohn (Breeders' Cup Juvenile Turf). Lorsque Justify remporta le Kentucky Derby, quatre rejetons de Scat Daddy avaient pris le départ, ce qui n'était jamais arrivé à un étalon. Il décède en décembre 2015, d'une crise cardiaque, à l'âge de 11 ans, alors qu'il était l'étalon le plus demandé d'Ashford Stud. 
Côté maternel, Justify est issu de Stage Magic, une fille du crack Ghostzapper placée de groupe 3, elle même fille d'une placée des CCA Oaks (Gr.1). Stage Magic a également donné The Lieutenant, lauréat des All American Stakes (Gr.3) et troisième des California Stakes (Gr.2).

### Pedigree
| Origines de Justify (USA), mâle alezan né en 2015 | Origines de Justify (USA), mâle alezan né en 2015 | Origines de Justify (USA), mâle alezan né en 2015 | Origines de Justify (USA), mâle alezan né en 2015 |
| ------------------------------------------------- | ------------------------------------------------- | ------------------------------------------------- | ------------------------------------------------- |
| Père Scat Daddy 2004                              | Johannesburg 1999                                 | Hennessy                                          | Storm Cat                                         |
| Père Scat Daddy 2004                              | Johannesburg 1999                                 | Hennessy                                          | Island Kitty                                      |
| Père Scat Daddy 2004                              | Johannesburg 1999                                 | Myth                                              | Ogygian                                           |
| Père Scat Daddy 2004                              | Johannesburg 1999                                 | Myth                                              | Yarn                                              |
| Père Scat Daddy 2004                              | Love Style 1999                                   | Mr. Prospector                                    | Raise a Native                                    |
| Père Scat Daddy 2004                              | Love Style 1999                                   | Mr. Prospector                                    | Gold Digger                                       |
| Père Scat Daddy 2004                              | Love Style 1999                                   | Likeable Style                                    | Nijinsky                                          |
| Père Scat Daddy 2004                              | Love Style 1999                                   | Likeable Style                                    | Personable Lady                                   |
| Mère Stage Magic 2007                             | Ghostzapper 2000                                  | Awesome Again                                     | Deputy Minister                                   |
| Mère Stage Magic 2007                             | Ghostzapper 2000                                  | Awesome Again                                     | Primal Force                                      |
| Mère Stage Magic 2007                             | Ghostzapper 2000                                  | Baby Zip                                          | Relaunch                                          |
| Mère Stage Magic 2007                             | Ghostzapper 2000                                  | Baby Zip                                          | Thirty Zip                                        |
| Mère Stage Magic 2007                             | Magical Illusion 2001                             | Pulpit                                            | A.P. Indy                                         |
| Mère Stage Magic 2007                             | Magical Illusion 2001                             | Pulpit                                            | Preach                                            |
| Mère Stage Magic 2007                             | Magical Illusion 2001                             | Voodoo Lily                                       | Baldski                                           |
| Mère Stage Magic 2007                             | Magical Illusion 2001                             | Voodoo Lily                                       | Cap the Moment (famille 1-h)                      |